# La Signora del Lago
La Signora del Lago (Pani Jeziora) è il quinto romanzo della Saga di Geralt di Rivia (Saga o wiedźminie) scritta dallo scrittore polacco Andrzej Sapkowski. Venne pubblicato per la prima volta nel 1999, mentre è arrivato sul mercato italiano solo nel 2015 per opera di Editrice Nord.
In termini di cronologia interna della serie, è l'ultimo romanzo incentrato sulle vicende dello strigo Geralt.

## Trama
Mentre Geralt e la sua compagnia trascorrono l'inverno a Toussaint ospiti della duchessa Anna Henrietta, amante di Ranuncolo, Yennefer è ancora prigioniera di Vilgefortz, che però ha cessato di torturarla invano per ottenere informazioni sull'attuale posizione di Ciri e la tiene in buona salute con l'obiettivo di usarla per il piano, ideato da Stefan "Allocco" Skellen, di assassinare l'imperatore Emhyr var Emreis. A Toussaint, tra una vita di agi e tranquillità tra le braccia della maga di corte Fringilla Vigo, con la quale è nata un'intensa relazione amorosa, Geralt ha tuttavia ripreso la sua attività di strigo e svolge alcuni lavori per conto degli imprenditori del luogo. Durante un contratto, però, viene a sapere origliando per puro caso un acceso dialogo tra Allocco e dei principi nilfgaardiani riguardo al suo piano per far assassinare Emhyr. Avendo sentito anche l'ubicazione del covo segreto di Vilgefortz, decide di partire immediatamente con Milva, Regis, Cahir e Angoulême all'insaputa di tutti. Fringilla, che ha l'obiettivo di trattenere il più possibile lo strigo a Toussaint per conto della Loggia delle Maghe, scopre in tempo il suo piano e cerca di convincerlo a desistere a partire, fallendo. Si fa tuttavia dire il luogo dove Vilgefortz si nasconde, che si rivela falso quando la Loggia organizza un attacco al palazzo indicato da Geralt a Fringilla e lo trova deserto.
Ciri, dopo essere entrata nella Torre della Rondine, si ritrova nel mondo degli Aen Elle, gli antichi elfi del Popolo degli Ontani. Rimane ospite (o prigioniera, come capisce dopo alcuni giorni) nella residenza di Avallac'h per un certo periodo di tempo, sino a quando il saggio non si decide a rivelarle perché viene tenuta lì contro la sua volontà: le è richiesto di procreare da uno di loro un figlio, unione che riporterebbe il Sangue Antico nella stirpe degli elfi come un tempo, quando Lara Dorren era ancora in vita. Anche se inizialmente Ciri si rifiuta, Avallac'h decide comunque di portarla nella città di Tir ná Lia al cospetto del re degli elfi, Oberon Muircetach, con il quale Ciri dovrebbe avere il tanto agognato figlio. Durante il viaggio Ciri incontra anche i Cavalieri Rossi guidati da Eredin, che altro non sono che la Caccia Selvaggia delle leggende del mondo di Geralt, che allontana una mandria di unicorni che cavalcavano furiosi verso di loro. Giunta al cospetto del re per la prima volta, e dopo aver parlato con Avallac'h, Ciri capisce che solo assecondando i loro piani potrà tornare al suo mondo, e decide di concedersi a Oberon. Questi però, dopo più tentativi nel giro di quattro notti, non riesce a portare a compimento un rapporto con la ragazza, e dopo una violenta lite tra i due Ciri decide di cercare di fuggire a cavallo della sua giumenta Kelpie il mattino dopo. Incontra una mandria di unicorni, nella quale si trova "Cavallino", il giovane unicorno, ormai cresciuto, che salvò nel deserto tempo prima. Per dimostrargli la sua gratitudine e obbedire agli ordini degli unicorni anziani che rifiutano la presenza di Ciri nel loro mondo, si offre di aiutarla a fuggire da quel mondo la notte stessa. Successivamente a un'ultima visita al re degli elfi che però trova in fin di vita con una boccetta di un liquido sconosciuto ancora stretta in mano, la stessa che pochi giorni prima Eredin voleva dare a Ciri per farla bere al re, la ragazza fugge via fiume verso il luogo d'incontro deciso il giorno prima con gli unicorni, vedendosi però sbarrata la strada da Eredin. Con un astuto stratagemma, Ciri ferisce e butta fuori dalla barca l'elfo, e raggiunge Cavallino con il quale, per la prima volta, riesce a "saltare" da quel mondo a un altro. Dopo un lungo viaggio riesce finalmente a tornare nel suo mondo, proprio davanti al castello dove Vilgefortz si nasconde con Bonhart e Allocco. Ciri si offre al mago in cambio della libertà di Yennefer, ma Vilgefortz si prende gioco di lei rifiutando e facendola immediatamente portare nel suo laboratorio. Proprio mentre sta per iniziare il trattamento attraverso il quale si impadronirà dei poteri di Ciri, Geralt e la sua compagnia irrompono nel castello. Vilgefortz lascia ad alcuni accoliti Ciri e segue Allocco e Bonhart alla ricerca degli intrusi, mentre Milva viene ferita mortalmente durante uno scontro con degli arcieri nemici. Regis fa piazza pulita degli accoliti del laboratorio di Vilgefortz e libera Ciri, che però vuole subito andare alla ricerca di Yennefer. Il vampiro torna da Geralt e riferisce l'accaduto, e lo strigo si divide da Angoulême e Cahir per raggiungere la ragazza. Riesce a trovare Yennefer, la libera e insieme continuano a farsi strada per i corridoi in cerca di Ciri, sino a quando davanti a loro non si para Vilgefortz. Lo sconfiggono solo grazie all'aiuto di Regis, che però viene disintegrato da un incantesimo di Vilgefortz, e dall'ingenuità di quest'ultimo quando, vista Yennefer fuori gioco, decide di non usare gli incantesimi ma piuttosto il suo bastone magico per finire Geralt. Lo strigo possiede tuttavia un medaglione datogli da Fringilla che, inaspettatamente, una volta stretto tra le mani svolge su Vilgefortz un incantesimo di illusione. Geralt riesce quindi a schivare i suoi ultimi colpi e a ucciderlo con la sua spada. Ciri intanto sconfigge e uccide Bonhart, da cui era riuscita a sfuggire a lungo grazie anche all'intervento di Cahir e Angoulême, il primo ucciso in duello dallo spietato cacciatore di taglie e l'altra da un colpo di lancia di uno dei mercenari che affollano le stanze del castello.
Quando tutto sembra finito, però, interviene un folto gruppo di guardie di Emhyr var Emreis, capeggiato dall'imperatore stesso. Egli, rivelatosi Duny (il vero padre di Ciri), chiede di parlare in privato con Geralt, e gli racconta tutta la sua storia, da quando sposò Pavetta a quando tornò a Nilfgaard per diventare imperatore, senza però riuscire a portarsi Ciri dietro. Dice allo strigo di voler portare Ciri con sé per attuare i suoi piani di conquista di tutto il mondo, come detto in un'antica profezia. Geralt, non vedendo via di fuga, acconsente e dichiara di voler essere ucciso insieme a Yennefer, dato che non lascerebbe mai Ciri in mano sua senza provare a portargliela via. Emhyr sembra accettare suo malgrado, e concede a Geralt e a Yennefer un ultimo saluto a Ciri. Questa, però, mentre viene portata via scoppia in lacrime. L'imperatore viene impietosito da tale scena, e dopo averla abbracciata e averla salutata come una figlia, se ne va con il suo seguito, lasciando Ciri, Geralt e Yennefer da soli nel castello. I tre viaggiano a lungo per sistemare alcune faccende lasciate in sospeso da Ciri, sino a quando una notte Yennefer non viene contattata dalla Loggia delle Maghe, che le impone di portare Ciri alla loro sede; ella riesce a temporeggiare dando a Ciri ancora qualche giorno con lo strigo, mentre come garanzia lei il giorno dopo si recherà immediatamente da loro. Geralt e Ciri vanno quindi a Toussaint, dove recuperano Ranuncolo in fuga dall'ira della duchessa Anerietta, che il poeta ha immancabilmente tradito. Giorni dopo, Ciri si congeda da Geralt per raggiungere la Loggia, con la promessa di ritrovarsi a Rivia sei giorni dopo.
A Rivia, Geralt e Ranuncolo incontrano i vecchi amici nani Zoltan Chivay e Yarpen Zygrin, ma mentre pranzano insieme scoppia un pogrom contro i non umani della città. Geralt, intervenuto in difesa dei nani, viene gravemente ferito da un forcone. Proprio in quel momento Ciri e Yennefer, avuto il permesso di recarsi a Rivia da parte della Loggia per spiegare a Geralt che non torneranno più e accompagnate da Triss, raggiungono il centro della città. Mentre Ciri corre a cercare Geralt, Yennefer e Triss riescono a liberarsi della calca di persone che gli danno addosso per ucciderle, ma vengono comunque ferite. Raggiunto Geralt, tutti capiscono che non possono più fare niente per lui a parte Yennefer, che sino allo sfinimento cerca di curarlo con formule magiche. In quel momento, accompagnato da una fitta nebbia, si presenta l'unicorno chiamato da Ciri "Cavallino", che la invita a salire su una barca comparsa sul molo dal nulla con Geralt e Yennefer. I due si risvegliano, da soli, in un luogo sconosciuto, mentre Ciri inizia a viaggiare da un mondo all'altro sino a quando raggiunge il regno di Re Artù, dove decide di rimanere dopo aver conosciuto il cavaliere Galahad.

## Edizioni
- Andrzej Sapkowski, La Signora del Lago, traduzione di Raffaella Belletti, Editrice Nord, 2015,  p. 616, ISBN 978-88-429-2611-5.